# Aeroplâncton
Aeroplâncton é o nome usado para definir todos os organismos vivos que flutuam sem rumo levados pelo vento e habitam, permanentemente ou não, a atmosfera da Terra. Tais criaturas são minúsculas e possuem papel importante na ecologia. O conceito é semelhante ao do plâncton oceânico, mais conhecido, daí vem seu nome.
Entre os seres que compõem o aeroplâncton destacam-se milhares de bactérias, vírus, protozoários, fungos (muitas vezes presentes como esporos), animais e algas microscópicas e grande quantidade de pólen. Também fazem parte alguns animais maiores, como os aranhas e afídeos levados pelo vento. No caso das aranhas, isso é proposital: penduradas por um fio de teia, elas se lançam ao vento a fim de serem carregadas para novos terrenos.
A ciência que estuda o aeroplâncton é chamada aerobiologia.